# 明久乡
明久乡，是中华人民共和国黑龙江省绥化市肇东市下辖的一个乡镇级行政单位。

## 行政区划
明久乡下辖以下地区：
胜水村、幸福村、卧龙村、九井村、长发村、明久满族村、兴国村、迎春村、兴华村、东升村和金山村。